# Relaciones Estados Unidos-Ucrania

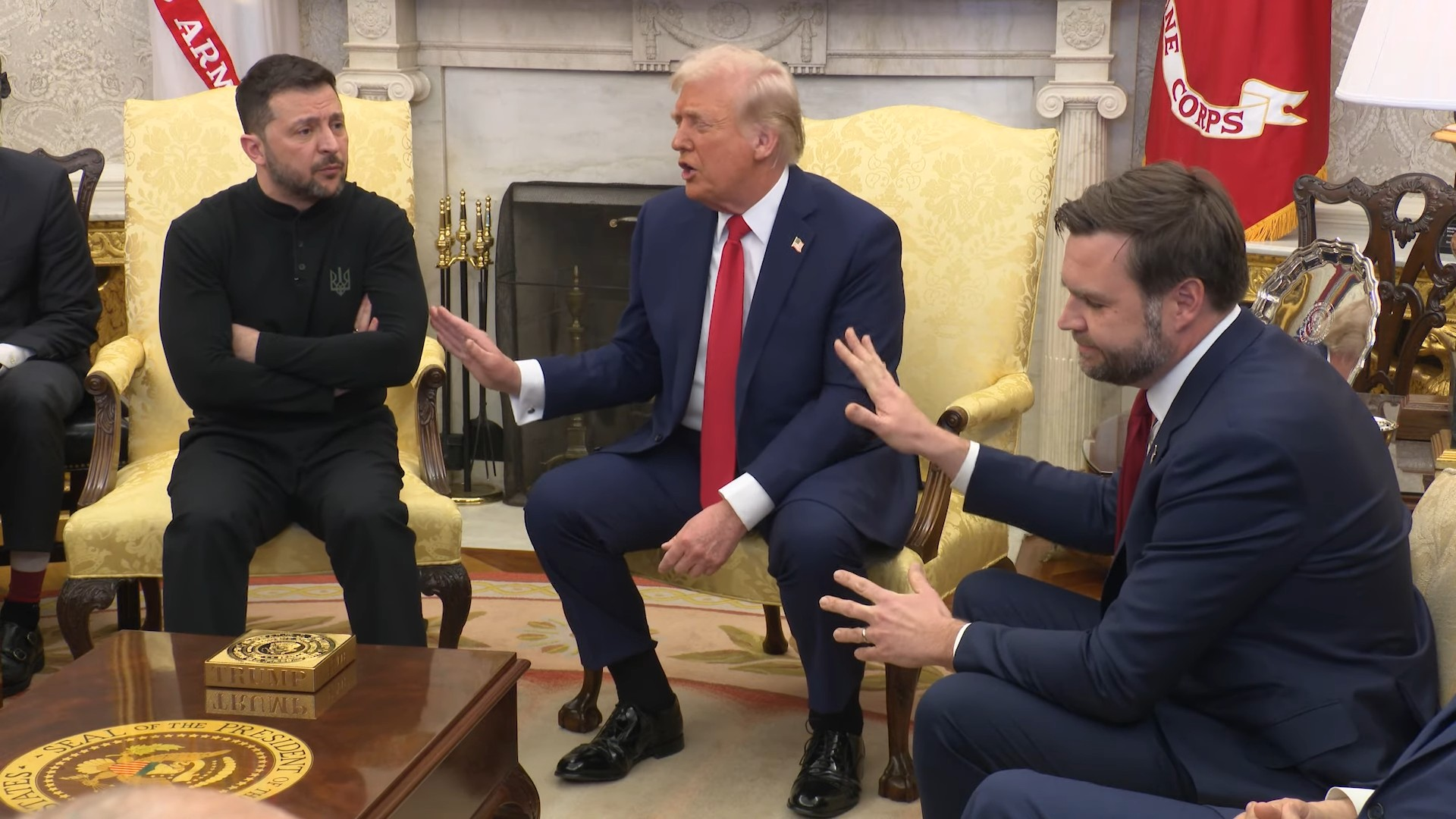
Discusión entre Trump y Zelenski en el Despacho Oval en febrero de 2025.

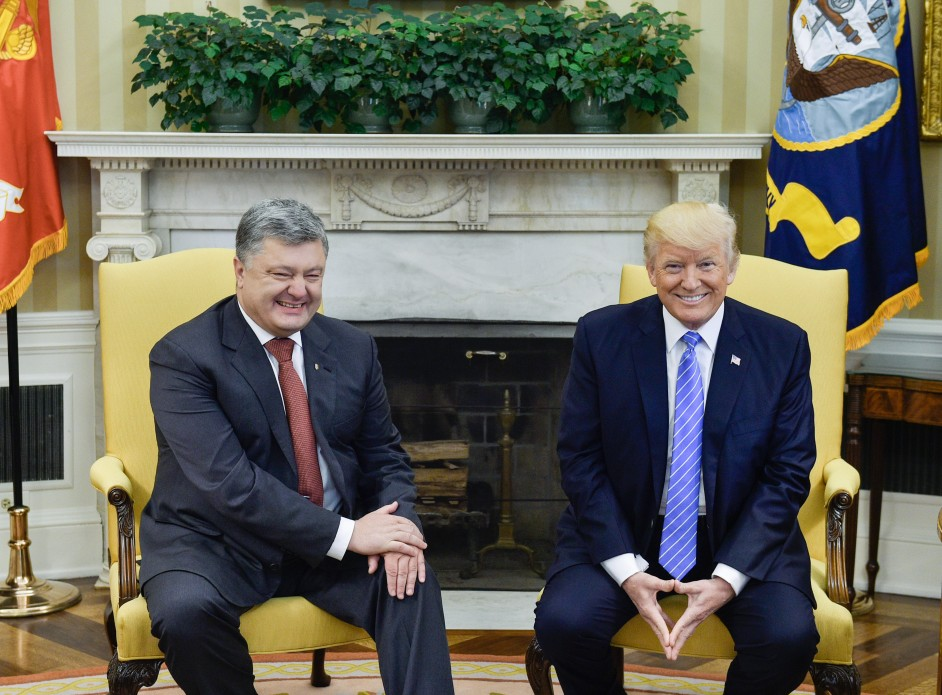
El presidente de Ucrania Petró Poroshenko con el presidente de los Estados Unidos Donald Trump en la Casa Blanca, junio de 2017.

Las relaciones Estados Unidos-Ucrania son las relaciones diplomáticas entre Estados Unidos y Ucrania. Tras la disolución de la Unión Soviética, los Estados Unidos reconocieron oficialmente la independencia de Ucrania el 25 de diciembre de 1991. Estados Unidos convirtió su consulado en la capital, Kiev, en embajada el 21 de enero de 1992. 
En 2002, las relaciones entre los Estados Unidos y Ucrania al revelarse una supuesta transferencia de un sofisticado sistema de defensa ucraniano al Irak baazista de Saddam Hussein.
Entre 2016 y 2019, la embajadora de los Estados Unidos en Ucrania fue Marie Yovanovitch, el séptimo embajador de los Estados Unidos desde la independencia de Ucrania. Desde el 5 de mayo de 2025, la embajadora de los EE. UU. es Julie D. Fisher. El primer embajador en funciones de Ucrania en los EE. UU., Sergiy Kulyk, fue nombrado el 3 de enero de 1992, sucedido por Oleh Bilorús el 3 de junio del mismo año. Desde el 25 de febrero de 2021, la embajada ucraniana está encabezada por Oksana Markárova.
Estados Unidos apoya la candidatura de Ucrania para unirse a la OTAN a pesar de las objeciones de Rusia.
Según documentos descubiertos durante la filtración de documentos diplomáticos de los Estados Unidos, diplomáticos de Estados Unidos defienden la soberanía ucraniana en reuniones con otros diplomáticos.
A pesar de los estrechos vínculos culturales e históricos de Ucrania con la vecina Rusia, los ucranianos en general han visto positivamente a los Estados Unidos, con un 80% expresando una opinión favorable en 2002 y un 60% en 2011. Según el Informe de liderazgo global de EE. UU. de 2012, el 33% de los ucranianos aprobaba el liderazgo de EE. UU.

## Historia de las relaciones
Durante el movimiento de independencia de Ucrania, el entonces presidente George H.W. Bush hizo un discurso crítico con el movimiento.No obstante, posteriormente los Estados Unidos reconocieron la Ucrania independiente, abrieron una embajada en Kiev y establecieron relaciones cordiales y estratégicas con Ucrania. Los gobiernos estadounidenses animaron al ucraniano a convertir su economía planificada en una economía de mercado.
Las relaciones bilaterales sufrieron un revés transitorio en septiembre de 2002 cuando la administración de George W. Bush acusó al presidente ucraniano Leonid Kuchma de haber autorizado en julio de 2000 el envío de un sensor pasivo del Sistema de alerta temprana «Kolchuga» al Irak baazista de Saddam Hussein. El gobierno de Ucrania negó los hechos. 
La Revolución Naranja de Ucrania de 2004-2005 llevó a una cooperación más estrecha entre Ucrania y los Estados Unidos, y al aumento sustancial de la ayuda económica estadounidense. 
El 18 de febrero de 2009, el Consejo Supremo de Crimea se opuso a la apertura de una oficina diplomática de Estados Unidos en Crimea e instó a los líderes de Ucrania a renunciar a dicha idea.
La victoria de Víktor Yanukóvich en las elecciones presidenciales de 2010 condujo a un deterioro de las relaciones con EE. UU., que en los años anteriores había apoyado a una política rival, Yulia Tymoshenko. Al ser encarcelada Tymoshenko en 2012, el Comité de Relaciones Exteriores del Senado de los Estados Unidos exigió su liberación incondicional, y le pidió a OTAN que suspendiera toda la cooperación con Ucrania.
En febrero de 2014, Estados Unidos prestó su apoyo a la Revolución del Maidán, que derrocó a Yanúkovich y llevó al poder al nacionalista Petró Poroshenko. La vicesecretaria de estado (viceministra de exteriores) de Estados Unidos, Victoria Nuland, dio instrucciones a su embajada en Kiev sobre qué políticos locales favorecer.En abril del mismo año, se instalaron en Ucrania por vez primera militares estadounidenses, unos 300 paracaidistas .Mientras se desataba la guerra del Dombás entre separatistas prorrusos y el gobierno central ucraniano, en 2015 la CIA estadounidense empezó a entrenar en secreto a fuerzas de élite ucranianas para que, en caso de invasión rusa, emprendieran una guerra de guerrillas.
Durante la primera presidencia de Donald Trump, el 8 de junio de 2017 se lanzó un artefacto explosivo en la embajada de los Estados Unidos en Kiev.y en diciembre del mismo año, los EE. UU. acordaron suministrar a Ucrania armas más letales, cosa que se concretó en octubre de 2019, incluidos misiles antitanque Javelin,causando una protesta diplomática rusa.

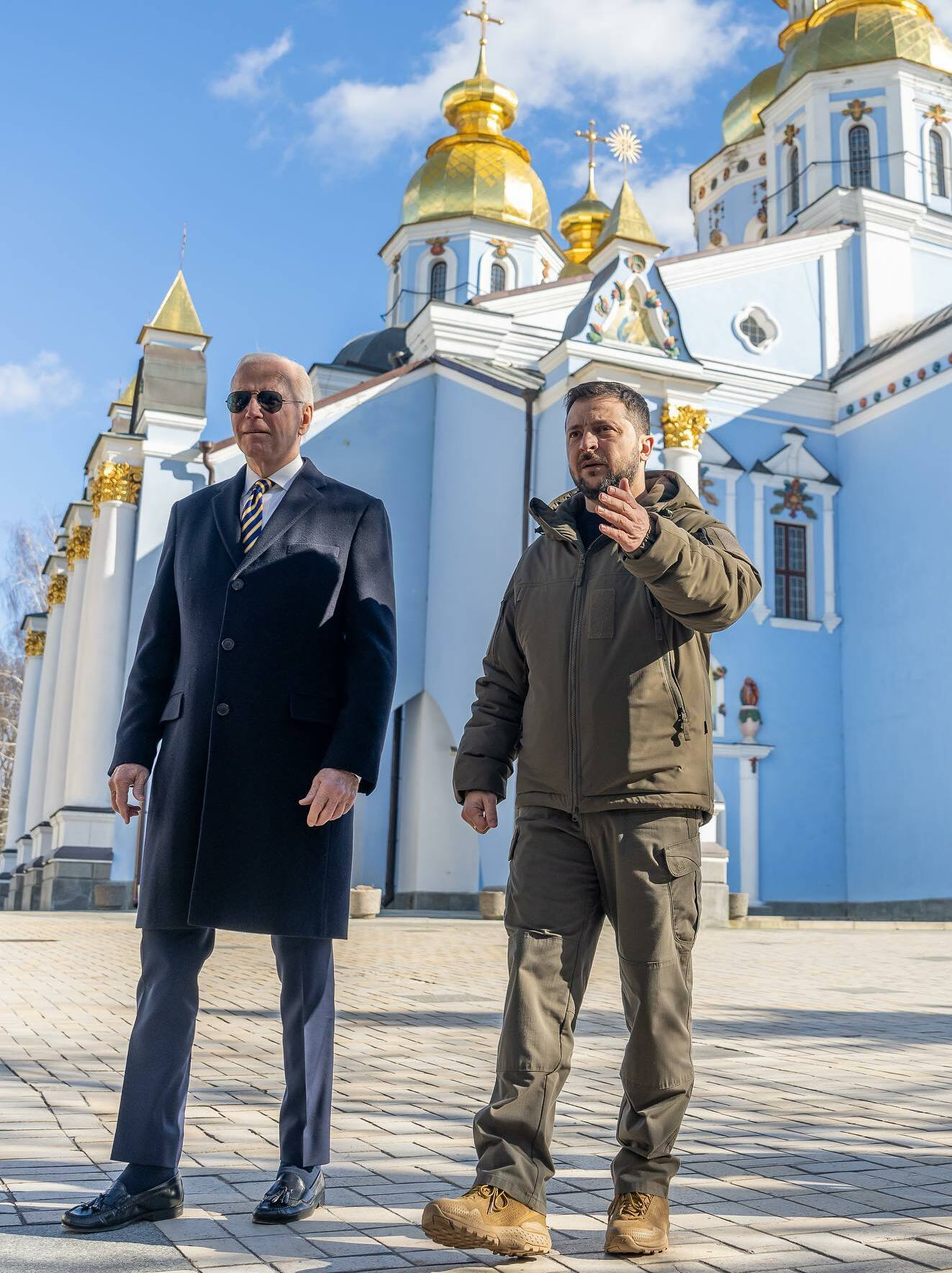
Joe Biden visitando Kiev en febrero de 2023 tras la invasión rusa a Ucrania.

La administración de Joe Biden adoptó una postura más intervencionista en Ucrania y más dura frente a Rusia. En agosto de 2021, Biden ordenó el envío de armas estadounidenses a Ucrania por valor de 60 millones de dólares.La inteligencia estadounidense detectó los planes rusos para invadir Ucrania y se los transmitió al gobierno ucraniano.Biden se entrevistó en diciembre de 2021 con el presidente ruso Vladímir Putin y trató de calmar su inquietud sobre la expansión de la OTAN diciéndole que era poco probable que Ucrania fuera aceptada como miembro. Putin propuso un tratado de paz con Estados Unidos que pusiera fin a la expansión de la OTAN hacia el este. Biden lo rechazó y optó por acelerar las entregas de armas a Ucrania y los preparativos para la guerra contra Rusia en suelo ucraniano.Biden también amenazó, en febrero de 2022, con "poner fin" al gasoducto Nord Stream 2 si Rusia invadía Ucrania.Por su parte, la vicepresidenta estadounidense, Kamala Harris, le recomendó a Zelenski que organizase un gobierno ucraniano en el exilio y un plan de sucesión.
Estados Unidos tiene desplegados militares en Ucrania desde abril de 2014 para la capacitación de las fuerzas armadas ucranianas. La administración Obama puso límites estrictos al envío de material e inteligencia a Ucrania. A partir de 2018, sin embargo, Donald Trump autorizó la primera entrega de armas al ejército ucraniano, antitanques Javelin.
En diciembre de 2021, el Departamento de Defensa de los Estados Unidos proporcionó a Ucrania 60 millones de dólares de ayuda militar inmediata. En febrero de 2022, Antony Blinken autorizó otros 350 millones de dólares.
En enero de 2022, la CIA estadounidense informó al gobierno ucraniano en detalle de los planes rusos de invasión. El personal de la CIA permaneció en Ucrania cuando el resto de la embajada fue evacuada, el 12 de febrero de 2022, para seguir recopilando inteligencia y pasándosela al gobierno ucraniano. Según fuentes ucranianas y estadounidenses, la CIA ha construido doce bases secretas a lo largo de la frontera rusa que constituyen el «sistema nervioso» de las fuerzas armadas ucranianas: transmiten información sobre objetivos rusos a bombardear, monitorizan los movimientos rusos y dan apoyo a sus redes de espías.
En febrero de 2022, la administración Biden se fijó tres objetivos en la guerra: 1) que Ucrania sobreviviese como país independiente, democrático y con libertad para integrarse en Occidente; 2) preservar la unidad entre EE. UU. y sus aliados; 3) evitar un conflicto directo entre Rusia y la OTAN. Que Kiev recuperase los territorios ocupados por Rusia no formaba parte de los objetivos.
En marzo de 2022, el presidente Joe Biden consiguió del Congreso autorización para entregar 13 600 millones de dólares en ayuda a Ucrania y en abril solicitó 33 000 millones más, al estar casi agotada la primera entrega. Las armas entregadas o prometidas incluyeron baterías de artillería guiada, blindados, artillería antiaérea, munición, etc. Era la primera vez que Estados Unidos entregaba armas ofensivas a Ucrania. Para agosto de 2023, el total de armas, asistencia financiera y ayuda humanitaria entregada por EE. UU. a Ucrania ascendía a 111 000 millones de dólares.
A partir de abril de 2022, Estados Unidos estableció un centro de inteligencia en su base de Weisbaden (Alemania) desde la que la OTAN pasó a planificar y coordinar todos los lanzamientos de misiles y drones ucranianos así como sus ofensivas terrestres. Los estadounidenses se encargaban de identificar y seleccionar objetivos contra los que luego disparaban los ucranianos. Entre los ataques más sonados de 2022 destacan el hundimiento del Moskva, la destrucción de puentes de pontones rusos en Severodonetsk y los bombardeos del cuartel general del 58.º Ejército ruso de armas combinadas y del puerto de Sebastopol.
La siguiente escalada fue el envío por la administración Biden de cohetes guiados HIMARS a Ucrania. Todos los disparos se programaban desde Wiesbaden contra objetivos autorizados por Estados Unidos. Con el paso del tiempo, la administración Biden autorizó también la presencia de militares estadounidenses y agentes de la CIA en zonas de combate, así como bombardeos en el interior de Rusia.
En julio de 2023, el anuncio por la Casa Blanca de la entrega de bombas de racimo a Ucrania causó controversia porque la mayoría de la comunidad internacional prohíbe ese tipo de munición. Tras las derrotas ucranianas en su "contraofensiva de primera" y en Bajmut, la administración Biden envió secretamente a Ucrania misiles de largo alcance ATACMS así como una treintena de militares estadounidenses a Kiev en misión de "consejeros".
Políticos estadounidenses han defendido la entrega de armas a Ucrania con el argumento de que crea empleo en Estados Unidos.
El día 17 de noviembre de 2024, según The New York Times y The Washington Post, Biden autorizó el uso de misiles estadounidense de largo alcance (ATACMS) en Ucrania. Sin embargo, esto no ha sido confirmado por la Casa Blanca o el Pentágono. 
Tras la derrota demócrata en las elecciones presidenciales de 2024, la administración Biden abandonó todas sus líneas rojas en su apoyo al gobierno de Kiev; entre otras, autorizó bombardeos de largo alcance con inteligencia y armas estadounidenses en territorio ruso, envió minas antipersona, permitió que los militares estadounidenses estacionados en Kiev se estableciesen en el frente de combate e impuso severas sanciones a la industria energética rusa, incluyendo a 200 buques petroleros y a la producción y exportación de GNL. También insistió hasta el final en que Ucrania llamase a filas a todos los varones jóvenes de 18 a 25 años, medida que el gobierno ucraniano rechazó sistemáticamente.
Para marzo de 2025, el gobierno estadounidense había enviado armas a Ucrania por valor de 66 500 millones de dólares. La lista incluía 10.000 antitanques Javelin, 3.000 antiaéreos portátiles Stinger, tres baterías antiaéreas Patriot, 76 tanques, 272 morteros, 40 HIMARS, 20 helicópteros Mi-17 y más de 500 millones de balas y granadas.
Tras el regreso de Donald Trump a la Casa Blanca hubo un punto de inflexión en las relaciones ucranianas-estadounidenses, pues desde su campaña electoral declaró que habría un cambio importante en la participación estadounidense en el conflicto; asimismo afirmó que quería redactar un tratado de paz entre Rusia y Ucrania, algo que generó polémica; también dijo que retiraría toda la ayuda militar estadounidense a Ucrania. La política de Trump se vio materializada el 28 de febrero de 2025, cuando Volodímir Zelenski asistió a una reunión con Trump en el Despacho Oval con la finalidad de firmar un tratado para que el gobierno ucraniano pagara con concesiones de sus depósitos de tierras raras la ayuda militar que le brindó Estados Unidos. Ahí ocurrió una confrontación, donde el presidente estadounidense acusó a Zelenski de mostrar nulo interés en resolver el conflicto y de no agradecer el apoyo estadounidense durante el conflicto. Como resultado, el presidente ucraniano se retiró de la Casa Blanca antes de firmar el tratado. Unos días antes del suceso, Trump había acusado a Zelenski de ser un «dictador» por no celebrar elecciones en Ucrania en más de 6 años, cosa que ocurre debido a que las leyes de Ucrania prohíben la realización de elecciones mientras esté la ley marcial vigente.
El Kremlin aseguró que la política de Trump estaba "alineada en gran medida" con la rusa en cuanto a Ucrania. Funcionarios rusos aplaudieron la postura de la administración de Trump, y el ministro de Asuntos Exteriores, Serguéi Lavrov, lo calificó como el «primer, y hasta ahora, único líder occidental» en reconocer lo que Moscú considera la verdadera causa de la guerra. Otras figuras del Kremlin, incluido el vicepresidente del Consejo de Seguridad de Rusia, aplaudieron a Trump por adoptar un tono más duro hacia Zelenski, llegando a calificar al líder ucraniano de «dictador».
Para 2024, la mitad de los medios de comunicación ucranianos tenían al gobierno estadounidense como su fuente mayoritaria de ingresos, y otro 35% de los medios ucranianos reconocía recibir pagos de dicho gobierno.Los pagos los realizaba la agencia gubernamental USAID. La vuelta de Donald Trump a la presidencia, en enero de 2025, paralizó temporalmente la operación de USAID.
El 28 de febrero de 2025, el presidente Volodímir Zelenski en su visita a la Casa Blanca en la que tenía planeado firmar un acuerdo respecto a la extracción de minerales conjunta con el presidente Trump, terminó en una tensa discusión frente a los medios de comunicación sobre las posturas respecto a la guerra ruso-ucraniana y su posible final, con lo cual el acuerdo no fue firmado y se canceló el almuerzo conjunto por parte del anfitrión.
En febrero, Trump expresó que buscaría resolver el conflicto diplomáticamente mediante acuerdos con Rusia. El 28 de febrero de 2025, el presidente Volodímir Zelenski en su visita a la Casa Blanca en el que tenía planeado firmar un acuerdo respecto a la extracción de minerales conjunta con el presidente Trump, terminó en una tensa discusión frente a los medios de comunicación sobre las posturas respecto a la guerra ruso-ucraniana y su posible final, con lo cual el acuerdo no fue firmado y se canceló el almuerzo conjunto por parte del anfitrión.
El Kremlin aseguró que la política de Trump estaba "alineada en gran medida" con la rusa en cuanto a Ucrania. Funcionarios rusos aplaudieron la postura de la administración de Trump, y el ministro de Asuntos Exteriores, Serguéi Lavrov, lo calificó como el «primer, y hasta ahora, único líder occidental» en reconocer lo que Moscú considera la verdadera causa de la guerra. Otras figuras del Kremlin, incluido el vicepresidente del Consejo de Seguridad de Rusia, aplaudieron a Trump por adoptar un tono más duro hacia Zelenski, llegando a calificar al líder ucraniano de «dictador» por no celebrar elecciones en Ucrania en más de 6 años, cosa que ocurre debido a que las leyes de Ucrania prohíben la realización de elecciones mientras esté la ley marcial vigente
El 25 de febrero, el parlamento ucraniano aprobó una resolución en la que declara que el país celebrará elecciones después de que «se garantice una paz completa, justa y sostenible» en el país en respuesta a la deslegitimación de Zelenski por parte de Rusia y Estados Unidos. Posteriormente, Trump diría que no podía creer que llamó a Zelenski «dictador» en una reunión bilateral con Emmanuel Macron el 27 de febrero.
El 4 de marzo, Trump pausó el apoyo militar a Ucrania y evaluó suspender otro tipo de ayudas.

## Misiones diplomáticas residentes
- Estados Unidos tiene una embajada en Kiev.
- Ucrania tiene una embajada en Washington D. C. y consulados-generales en Chicago, Nueva York y San Francisco.

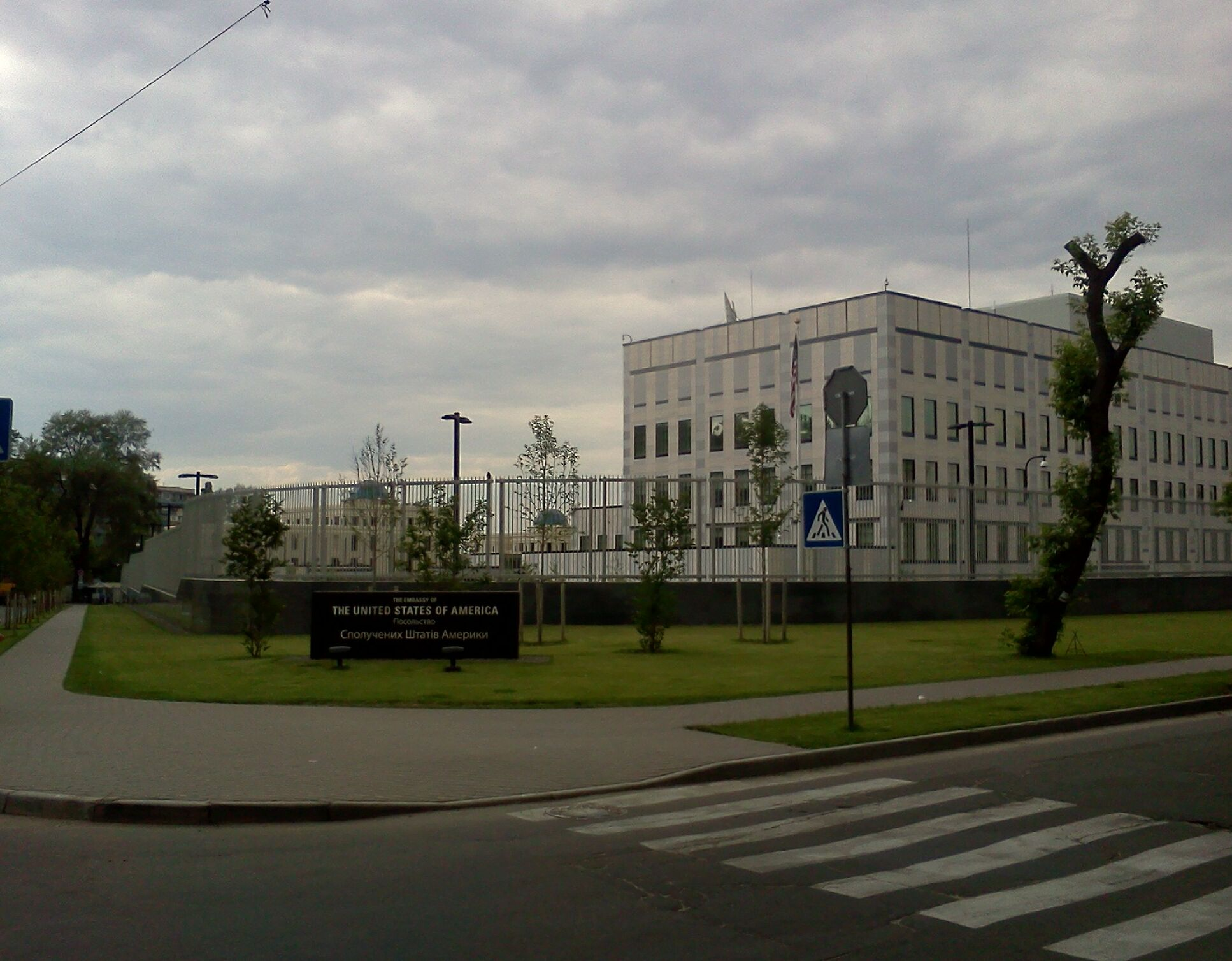
Embajada de los Estados Unidos en Kiev
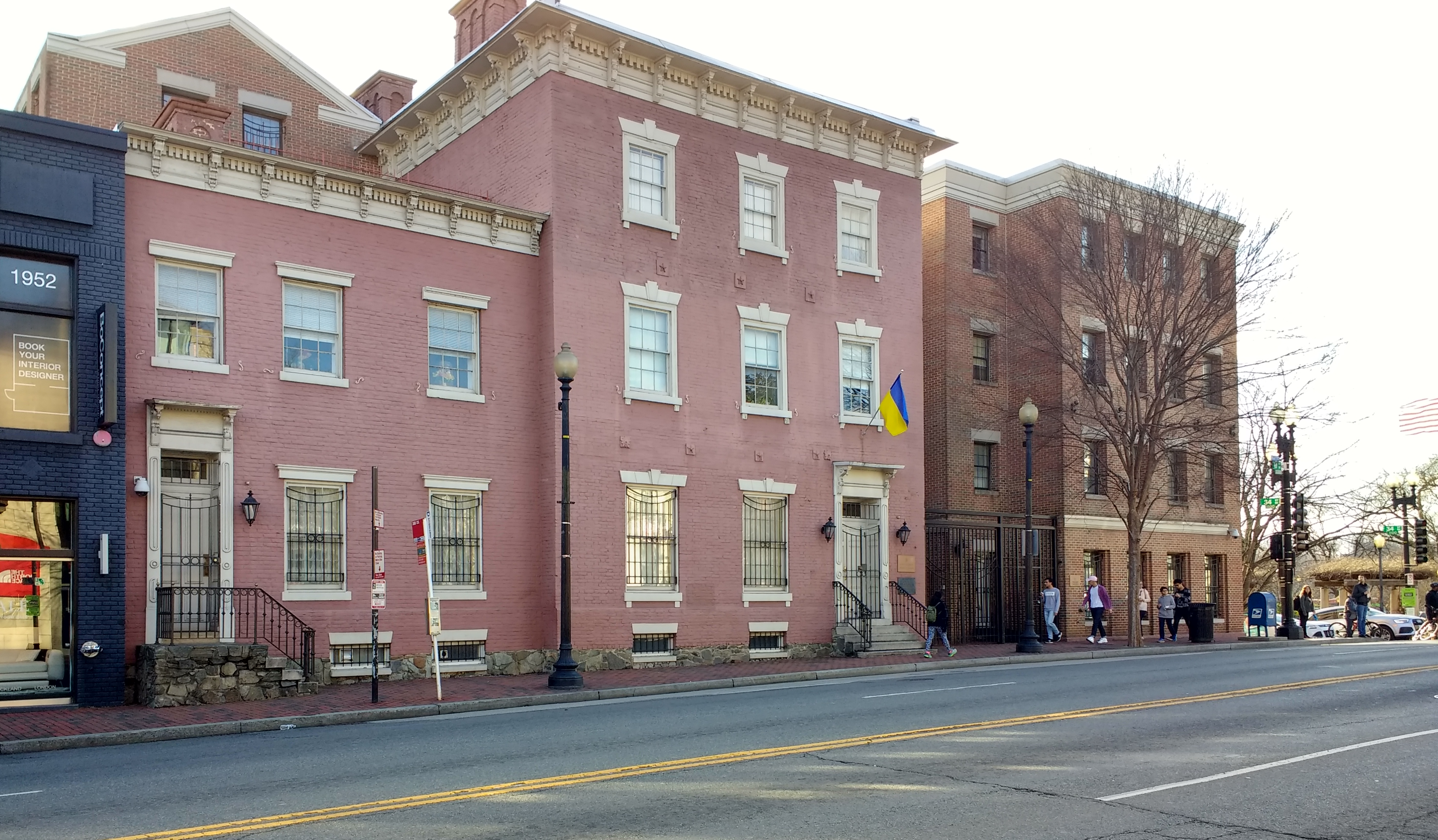
Embajada de Ucrania en Washington, D.C.
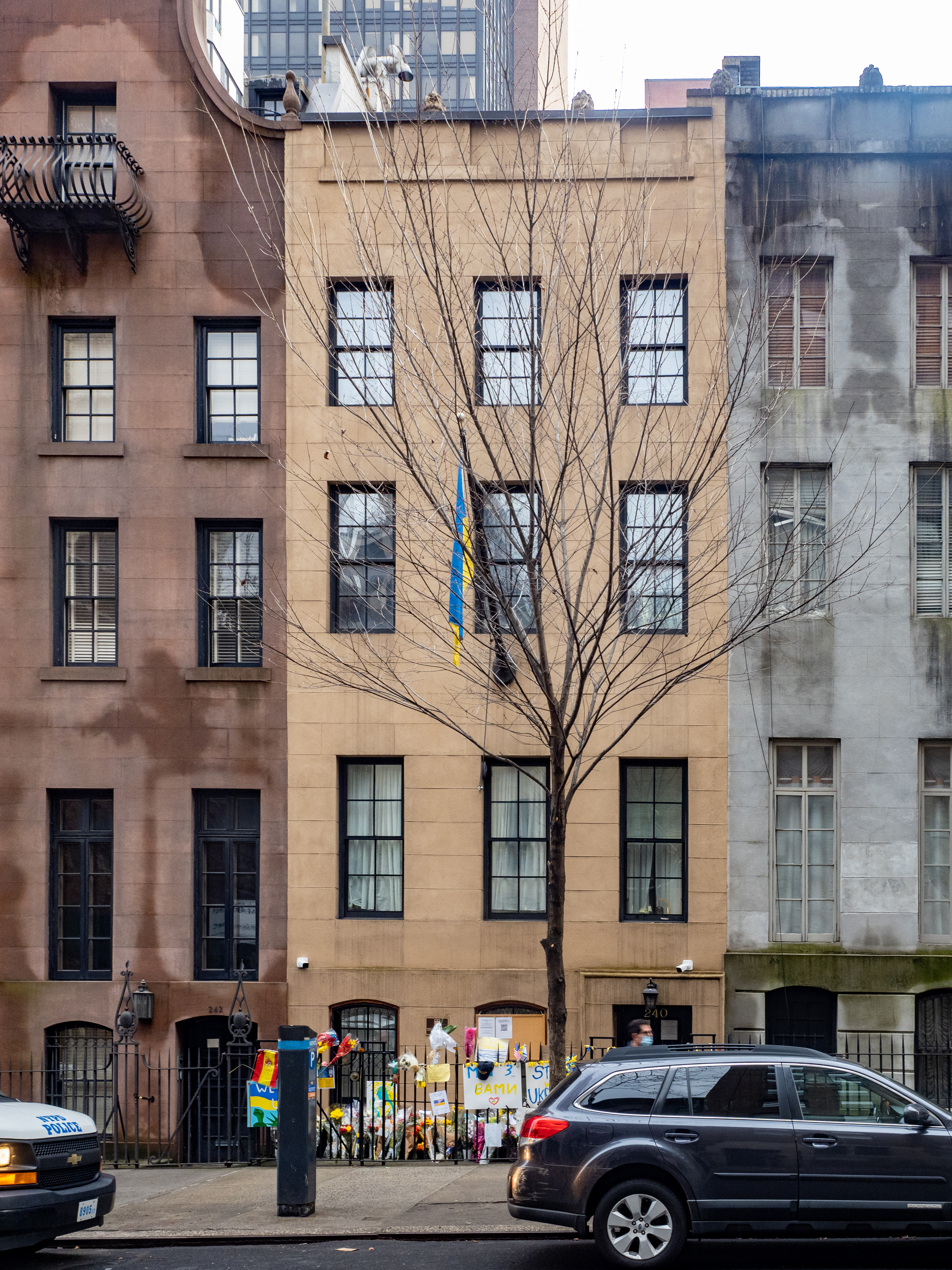
Consulado-General de Ucrania en Nueva York
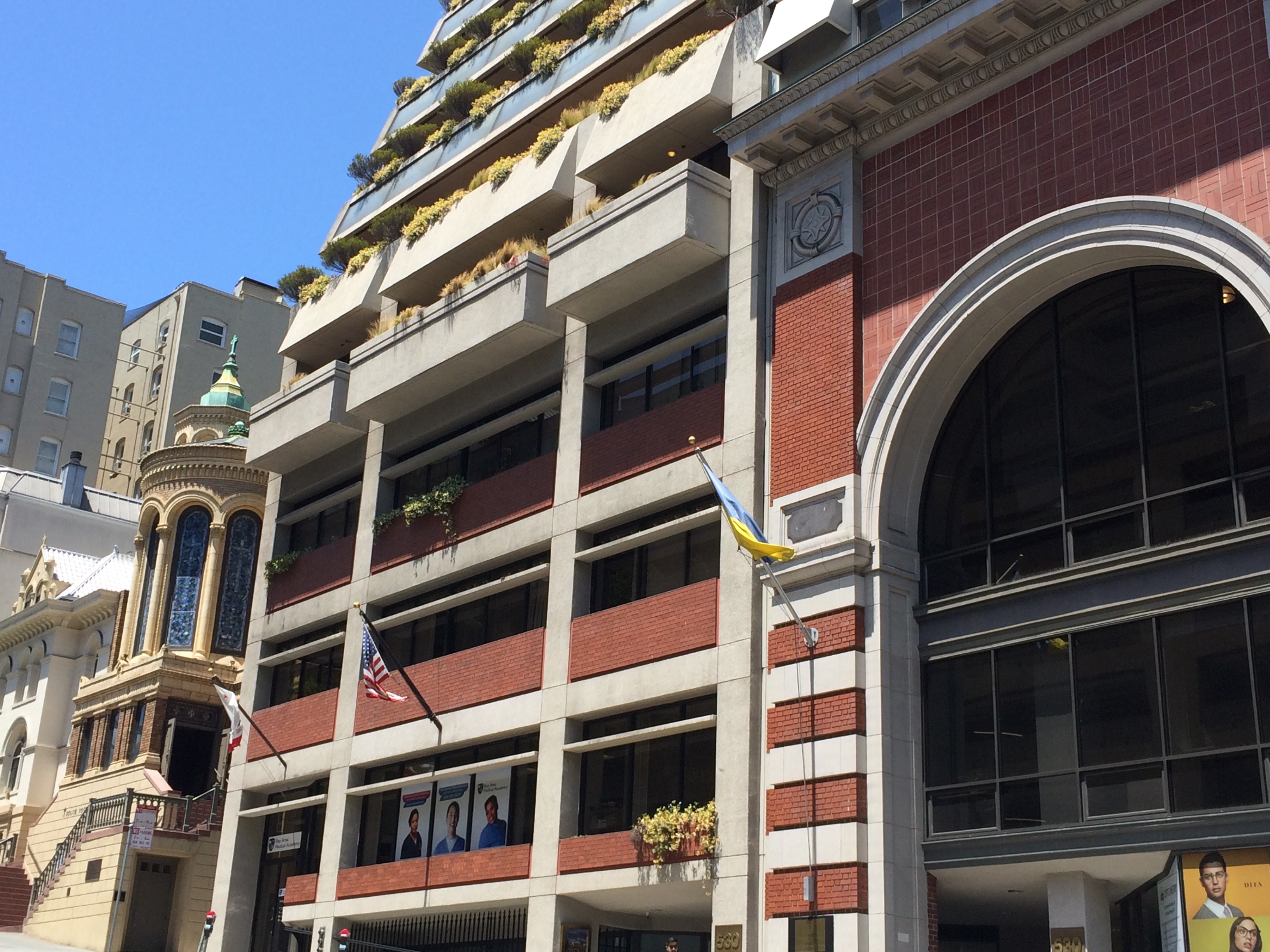
Consulado-General de Ucrania en San Francisco